# Połonina Bukowska
Połonina Bukowska – pasmo górskie i jedna z połonin w Bieszczadach Zachodnich. Kulminacje Połoniny Bukowskiej:
- Halicz 1333 m n.p.m.
- Kopa Bukowska 1320 m n.p.m.
- Rozsypaniec 1280 m n.p.m.
- Kińczyk Bukowski 1251 m n.p.m.
- Wołowy Garb 1248 m n.p.m.

Z rzadkich w Polsce gatunków roślin stwierdzono występowanie takich gatunków roślin, jak: lepnica karpacka, pszeniec biały i turzyca dacka.

## Piesze szlaki turystyczne
Główny Szlak Beskidzki na odcinku Przełęcz Bukowska – Kopa Bukowska
 po stronie ukraińskiej: Przełęcz Użocka – Przełęcz Bukowska